# حمزة البهلوان
حمزة البهلوان أو حمزة العرب، شخصية خيالية، تحكي سيرته عن رؤيا لكسرى فسرها وزيره بزرجمهر بأن فارسا من بلاد الحجاز سيقتحم عليه قصره، وكان هذا الفارس هو ابن أمير مكة الأمير إبراهيم الذي تمكن من هزيمة الفرس، وحقق انتصارات جمة حيث نشر الدين الإسلامي والعدل في كل البلاد التي غزاها بمعية رفيقه عمر العيار.

## السيرة في ثقافات أخرى
لسيرة الأمير حمزة البهلوان نظير في الثقافة الفارسية تسمى حمزة نامة حيث تصل انتصارات حمزة الفارسي إلى بلاد الشام والروم ومصر والحبشة والأندلس، لينشر الدين الإسلامي في هذه البلدان وينقذها من الشرك. أما حمزة العربي ابن أمير مكة فقد حقق انتصارات من بلاد الرافدين إلى اليمن كما حارب الفُرس وهزم كسرى،

## الطبعات
- طبعة مكتبة صادر، سنة 1927.
- طبعة دار الكتب العلمية، سنة 1985.
- طبعة مطبعة مصطفى البابي الحلبي.[1]
- طبعة مكتبة الجمهورية لصاحبها عبد الفتاح مراد.[1]
- طبعة الهيئة العامة لقصور الثقافة ضمن سلسلة الدراسات الشعبية.
- طبعة الهيئة العامة لقصور الثقافة ضمن سلسلة الأدب العربي للناشئين، تبسيط سامي بطة.[1]
- طبعة المطبعة والمكتبة السعيدية لصاحبها سعيد علي الخصوصي.[4]

## اقتباسات
اقتبست مجموعة من الأعمال المسرحية والإذاعية من هذه السيرة، ومن بين هذه اقتباسات:
- مسرحية حمزة العرب لمحمد إبراهيم أبو سنة، وذلك سنة 1970.
- مسرحية حمزة البهلوان لفؤاد أنور في سنة 1997.
- مسرحية تغريبة آدم الليلكي لإبراهيم الحسيني في سنة 2020.
- مسلسل إذاعي مصري بعنوان حمزة البهلوان تم بثه سنة 1972، شارك فيه الممثلان صلاح قابيل، ومحمد الدفراوي.

كما قدم الكاتب محمد رجب النجار دراسة لهذه السيرة بعنوان: قراءة في سيرة حمزة العرب.